# Annie Schreijer-Pierik

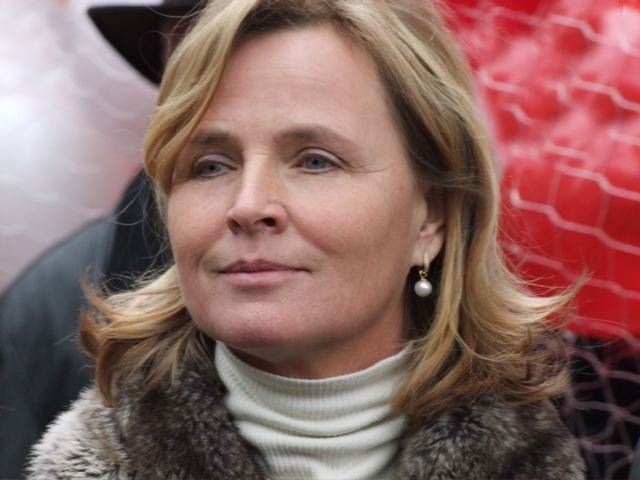
Annie Schreijer-Pierik, 2010

Johanna Maria Gertruida (Annie) Schreijer-Pierik (* 17. Februar 1953 in Diepenheim) ist eine niederländische Bäuerin und Politikerin. Sie ist seit Juli 2014 Mitglied des Europäischen Parlaments für den niederländischen Christen-Democratisch Appèl (CDA). Davor war sie bereits von 1998 bis 2010 im niederländischen Parlament tätig.

## Politischer Werdegang
Ihre politische Karriere begann 1991 als Mitglied des Stadtrates im Amt Delden, von 1995 bis 1998 war sie Mitglied des Provinzrates der Provinz Overijssel. 1998 wurde Schreijer-Pierik mit 17.422 Vorzugsstimmen in das niederländische Parlament gewählt, wo sie von 2004 bis 2008 Vorsitzende des ständigen Ausschusses für Landwirtschaft, Natur und Lebensmittelqualität war. Am 16. Juni 2010, ihrem letzten Tag als Abgeordnete im niederländischen Parlament, wurde sie im Namen der Königin zum Ritter des Ordens von Oranien-Nassau ernannt.
Schreijer-Pierik hat wesentlich zur kulturellen und wirtschaftlichen Stärkung der Region Twente beigetragen, worauf der CDA Overijssel die niederländische Abgeordnete am 7. Januar 2014 als Kandidatin für das Europäische Parlament vorschlug. Bei der Wahl am 22. Mai 2014 stand sie auf Platz 25 der Kandidatenliste und wurde mit 113.123 Vorzugsstimmen gewählt. Am 1. Juli trat sie offiziell ihr Amt als Abgeordnete des Europäischen Parlaments an.

## Persönlich
Schreijer-Pierik ist seit 1974 verheiratet, hat drei Kinder und gehört der römisch-katholischen Kirche an. Sie wohnt mit ihrer Familie in Hengevelde, wo sie einen Bauernhof mit Schweinen betreibt.